# Лусонски четкоопашат облачен плъх
Лусонският четкоопашат облачен плъх (Crateromys schadenbergi) е вид бозайник от семейство Мишкови (Muridae). Видът е застрашен от изчезване.

## Разпространение и местообитание
Разпространен е във Филипините.